# ミラノ殺人捜査網
『ミラノ殺人捜査網』（ミラノさつじんそうさもう、原題：Milano odia: la polizia non può sparare）は、1974年制作のイタリアのクライム映画。ウンベルト・レンツィ監督。日本では劇場未公開。

## あらすじ
ミラノの暗黒街の首領マヨーネ一味は銀行強盗を企てるが、手下のサッキのミスで計画は失敗し、サッキは仲間たちにリンチされたあげく、ごみ捨て場に置き去りにされる。
組織から追い出されたサッキは、うだつの上がらないチンピラのカルミネとヴィットリオを誘って、ある犯罪を計画する。それは、地元大企業の社長ポリーノの一人娘マリー・ルーを誘拐して、身代金を奪うというものだった。サッキたちはマリー・ルーがボーイフレンドと車でデートに出かけたところで計画を実行に移し、ボーイフレンドを惨殺して彼女を誘拐する。
グランディ警部はひとりこの事件を追い、サッキへの疑いを深めていく。だがその間にも、サッキの狂暴ぶりはエスカレートしていき、やがて事態は思わぬ展開を迎える。

## キャスト
- ジュリオ・サッキ：トーマス・ミリアン
- グランディ警部：ヘンリー・シルヴァ
- マリー・ルー・ポリーノ：ラウラ・ベッリ
- ポリーノ氏：グイド・アルベルティ
- カルミネ：レイ・ラヴロック
- イオナ：アニタ・ストリンドバーグ
- ヴィットリオ：ジーノ・サンテルコーレ
- マヨーネ：ルチアーノ・カテナッチ
- ネッロ・パッザフィーニ
- マリオ・ピアーヴェ